# Morning glory syndroom
Het morning glory syndroom is een aangeboren afwijkingen in de oogontwikkeling (misvormingen) die te wijten is aan een probleem dat zich voordoet in de oogbeker tijdens de embryonale ontwikkeling. Het komt meestal bij één oog voor. Bij het morning glory syndroom wijkt de kop van de oogzenuw af en is er een uitholling in het achterste deel van het oog en de papil. Een straalvormig patroon is aanwezig doordat de bloedvaten vanuit de rand van de papil in een rechte lijn naar het netvlies lopen. Bij vrouwen komt het twee keer vaker voor dan bij mannen.
Het syndroom werd voor het eerst beschreven door Reis in 1908. Kindler beschreef dit syndroom in 1970 door de abnormale vorm te vergelijken met de bloem van de winde vanwege de vorm van laatstgenoemde.

## Symptomen en complicaties
De symptomen van het morning glory syndroom zijn afhankelijk van de ernst en omvang van de afwijking. De eerste symptomen zijn scheelzien van het aangedane oog, vergezeld van aanzienlijk amaurosis fugax (verlies van gezichtsvermogen). Bovendien kan het leiden tot nystagmus, cataract, microftalmie, glaucoom, aniridie, een hemangioom, pre-netvlies gliose, perifere niet-doorbloeding van de netvlies en vele andere bijkomende ziekten van het aangedane oog kunnen voorkomen. Bovendien zijn gezichtsdysmorfie, zoals schisis, intracraniale afwijkingen, nierafwijkingen, neurovasculaire en hartafwijkingen beschreven in verband met dit syndroom. Tweezijdige gevallen zijn zeldzaam en kunnen duiden op ernstige systemische betrokkenheid.

## Behandeling
Het is een niet-progressief syndroom, waarvoor geen behandeling bestaat en waarbij de gezichtsscherpte van het (de) oog(en) niet kan worden hersteld. Het is echter mogelijk om enkele van de daarmee samenhangende afwijkingen te monitoren en te behandelen. Deze afwijkingen vereisen multidisciplinaire zorg, waaronder neurochirurgie, neuroradiologie, KNO en stomatologische behandelingen. Het wordt aanbevolen om bepaalde tests uit te voeren, zoals MRI of angiografie om deze afwijking vast testellen. Oogheelkundige behandeling is noodzakelijk om netvliesloslating te voorkomen, wat in 30% van de gevallen voorkomt..

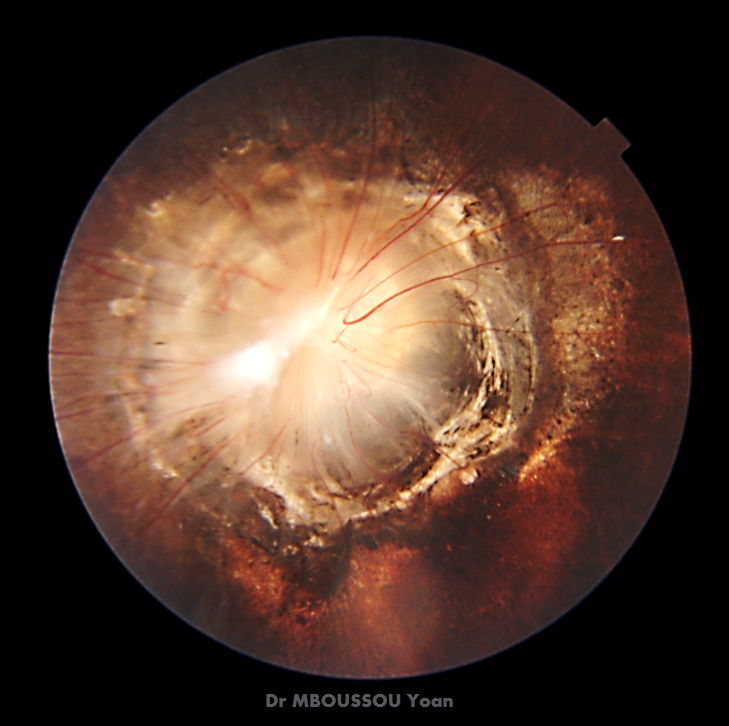
Morning glory syndroom
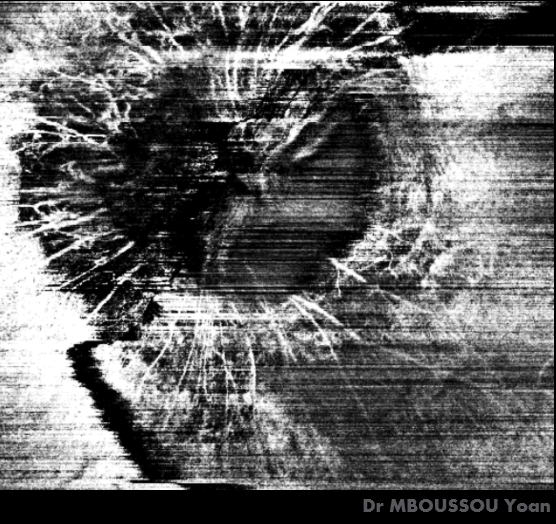
Morning glory syndrom met optische coherentietomografie angiografie (OCTA)
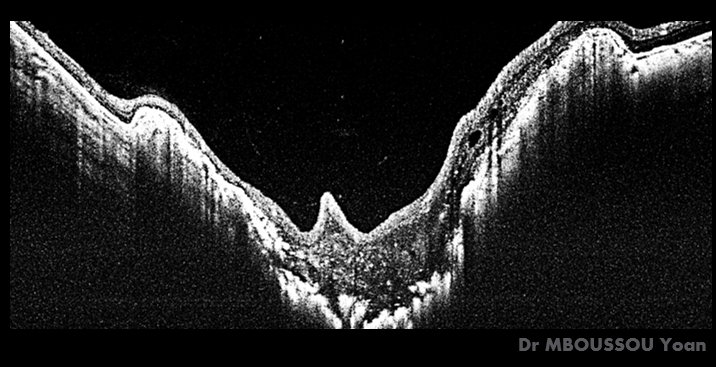
Morning glory syndrom met optische coherentietomografie (OCT)